# San Francisco (Antioquia)
San Francisco – miasto w Kolumbii, w departamencie Antioquia.